# South Beach (Texas)
Pour les articles homonymes, voir South Beach (homonymie).
South Beach est une plage américaine dans les comtés de Kleberg, Kenedy et Willacy, au Texas. Baignée par le golfe du Mexique, elle est située au sud de Malaquite Beach le long de la côte est de l'île Padre, au sein du Padre Island National Seashore. Elle peut être parcourue en automobile sur toute sa longueur, laquelle est d'environ 60 milles. La plage a longtemps conservé les restes du SS Niagara, un cargo qui s'y est échoué en 1912.